# Kolarstwo na Igrzyskach Panamerykańskich 2015
Kolarstwo na Igrzyskach Panamerykańskich 2015 odbywało się w dniach 10 - 25 lipca 2015 roku na pięciu obiektach w Toronto. Ponad dwustu zawodników obojga płci rywalizowało łącznie w osiemnastu konkurencjach indywidualnych i drużynowych w czterech dyscyplinach.

## Podsumowanie

### Klasyfikacja medalowa
| Miejsce | Państwo           | Złoto | Srebro | Brąz | Razem |
| ------- | ----------------- | ----- | ------ | ---- | ----- |
| 1       | Kanada            | 11    | 4      | 5    | 20    |
| 2       | Stany Zjednoczone | 3     | 2      | 3    | 8     |
| 3       | Kolumbia          | 3     | 0      | 3    | 6     |
| 4       | Wenezuela         | 1     | 2      | 1    | 4     |
| 5       | Kuba              | 0     | 3      | 1    | 4     |
| 6       | Argentyna         | 0     | 2      | 1    | 3     |
| 6       | Meksyk            | 0     | 2      | 1    | 3     |
| 8       | Ekwador           | 0     | 2      | 0    | 2     |
| 9       | Trynidad i Tobago | 0     | 1      | 0    | 1     |
| 10      | Brazylia          | 0     | 0      | 2    | 2     |
| 11      | Salwador          | 0     | 0      | 1    | 1     |
| Razem   | Razem             | 18    | 18     | 18   | 54    |

### BMX
| Konkurencja | 1. miejsce      | 2. miejsce      | 3. miejsce    |           |
| Mężczyźni   | Mężczyźni       | Mężczyźni       | Mężczyźni     | Mężczyźni |
| ----------- | --------------- | --------------- | ------------- | --------- |
| Wyścig      | Tory Nyhaug     | Alfredo Campo   | Nicholas Long |           |
| Kobiety     |                 |                 |               |           |
| Wyścig      | Felicia Stancil | Domenica Azuero | Mariana Díaz  |           |

### Kolarstwo górskie
| Konkurencja   | 1. miejsce    | 2. miejsce        | 3. miejsce       |           |
| Mężczyźni     | Mężczyźni     | Mężczyźni         | Mężczyźni        | Mężczyźni |
| ------------- | ------------- | ----------------- | ---------------- | --------- |
| Cross-country | Raphaël Gagné | Catriel Soto      | Stephen Ettinger |           |
| Kobiety       |               |                   |                  |           |
| Cross-country | Emily Batty   | Catharine Pendrel | Erin Huck        |           |

### Kolarstwo szosowe
| Konkurencja                | 1. miejsce      | 2. miejsce      | 3. miejsce        |           |
| Mężczyźni                  | Mężczyźni       | Mężczyźni       | Mężczyźni         | Mężczyźni |
| -------------------------- | --------------- | --------------- | ----------------- | --------- |
| Wyścig ze startu wspólnego | Miguel Ubeto    | Eric Marcotte   | Guillaume Boivin  |           |
| Jazda indywidualna na czas | Hugo Houle      | Ignacio Prado   | Sean MacKinnon    |           |
| Kobiety                    |                 |                 |                   |           |
| Wyścig ze startu wspólnego | Jasmin Glaesser | Marlies Mejías  | Allison Beveridge |           |
| Jazda indywidualna na czas | Kelly Catlin    | Jasmin Glaesser | Evelyn García     |           |

### Kolarstwo torowe
| Konkurencja                     | 1. miejsce                                                                           | 2. miejsce                                                                                       | 3. miejsce                                                                                  |           |
| Mężczyźni                       | Mężczyźni                                                                            | Mężczyźni                                                                                        | Mężczyźni                                                                                   | Mężczyźni |
| ------------------------------- | ------------------------------------------------------------------------------------ | ------------------------------------------------------------------------------------------------ | ------------------------------------------------------------------------------------------- | --------- |
| Drużynowy wyścig na dochodzenie | Kolumbia · Juan Esteban Arango · Arles Castro · Fernando Gaviria · Jhonatan Restrepo | Argentyna · Mauro Agostini · Maximiliano Richeze · Walter Pérez · Adrián Richeze · Juan Merlos   | Kanada · Eric Johnstone · Sean MacKinnon · Rémi Pelletier-Roy · Edward Veal · Adam Jamieson |           |
| Sprint                          | Hugo Barrette                                                                        | Njisane Phillip                                                                                  | Hersony Canelón                                                                             |           |
| Sprint drużynowy                | Kanada · Hugo Barrette · Evan Carey · Joseph Veloce                                  | Wenezuela · Hersony Canelón · César Marcano · Ángel Pulgar                                       | Brazylia · Flávio Cipriano · Kacio Freitas · Hugo Osteti                                    |           |
| Keirin                          | Fabián Puerta                                                                        | Hersony Canelón                                                                                  | Hugo Barrette                                                                               |           |
| Omnium                          | Fernando Gaviria                                                                     | Ignacio Prado                                                                                    | Gideoni Monteiro                                                                            |           |
| Kobiety                         |                                                                                      |                                                                                                  |                                                                                             |           |
| Drużynowy wyścig na dochodzenie | Kanada · Allison Beveridge · Laura Brown · Jasmin Glaesser · Kirsti Lay              | Stany Zjednoczone · Jennifer Valente · Sarah Hammer · Kelly Catlin · Lauren Tamayo · Ruth Winder | Meksyk · Sofía Arreola · Íngrid Drexel · Mayra Rocha · Lizbeth Salazar                      |           |
| Sprint                          | Monique Sullivan                                                                     | Kate O'Brien                                                                                     | Juliana Gaviria                                                                             |           |
| Sprint drużynowy                | Kanada · Kate O'Brien · Monique Sullivan                                             | Kuba · Lisandra Guerra · Marlies Mejías                                                          | Kolumbia · Diana García · Juliana Gaviria                                                   |           |
| Keirin                          | Monique Sullivan                                                                     | Lisandra Guerra                                                                                  | Juliana Gaviria                                                                             |           |
| Omnium                          | Sarah Hammer                                                                         | Jasmin Glaesser                                                                                  | Marlies Mejías                                                                              |           |